# のりもの探検隊
- バンダイナムコホールディングス
  - バンダイナムコアーツ > バンダイビジュアル > のりもの探検隊
  - バンダイナムコフィルムワークス > バンダイビジュアル > のりもの探検隊

のりもの探険隊（のりものたんけんたい）は、バンダイビジュアルとNHKサービスセンターが共同制作した子供向けのテレビ番組である。主にキッズステーションで放送されていた。前身はバンダイビジュアル・ビクター音楽産業共同製作の『のりものバンザイ!!』であり、ビクター音楽産業製作のビデオ『のりものだいすき!!』は姉妹番組にあたる。

## 概要
視聴者は愉快な探険隊の面々とともに日本全国のいろいろな乗り物を探険に出掛けるという設定である。『のりものバンザイ!!』をより詳しくしたものかつコミカルな要素を追加したものといえ、前身の『のりものバンザイ!!』やそれを引き継いだ姉妹番組『のりものだいすき!!』とは異なる。
あくまでも子供向けの作品であるため、作中の台詞には実際の設備や名称とは異なったものが説明されているときがある。
1995年から続いた長期シリーズであるが、2005年を最後に新作がリリースされていない。
出演及び声の出演の志ん輔、中尾、佐久間の3人とも、開始当初『おかあさんといっしょ（NHK総合（1998年3月まで）・教育）』に出演しており、当シリーズでも時折、当時の『おかあさんといっしょ』を彷彿とさせる内容が見受けられた。
派生作品に同一キャストによる『いきもの探険隊』がある。

## 出演
志ん輔隊長
演 - 古今亭志ん輔
のりもの探険隊の隊長。探険隊中唯一の大人であり、自ら率先して様々な乗り物を探険する。知ったかぶりで見栄っ張りな性格が災いして、毎回隊員の質問に対する返答に窮する。先述の通り探険隊中唯一の大人であり本来ならでは探険隊中最も真面目のはずだが、子供っぽくイタズラ好きでもあり、隊員たちをよくからかう。鉄道の運転手の試験を受けたことがあるが落ちた過去がある。4人家族の既婚者だが美人には弱く、探険そっちのけで女性に挨拶をすることもある。高所恐怖症。
男の子（名前はない）
声 - 中尾隆聖
探険隊員で、画面には一切顔を見せないが、女の子に「カンガルーみたいな顔」だと言われたことがある。3人の中では最も真面目で、志ん輔隊長や女の子に振り回されることが多い。列車の運転手になるのが夢で、大人顔負けの乗り物知識を披露する事もある。「はっひふっへほ〜…て僕はばいきんじゃありません」と、声優の中尾の持ち役である『それいけ!アンパンマン』のばいきんまんになぞらえたセリフを発した回がある。同級生に「ふじかわ」という人がいる。
女の子（名前はない）
声 - 佐久間レイ
探険隊員で、男の子と同じく画面には一切顔を見せないが、ビデオのエンディングで男の子に「プードルみたい」だと言われたことがある。ワガママで怒りっぽく、食べ物には目がなくそのため視聴者そっちのけで食べ物に行くことがある。将来の夢は婦警。
大隊長
声 - 古今亭志ん輔
　　志ん輔隊長の友達。志ん輔隊長とは瓜二つ。ときどき乗り物の探検の司令を出す。

## 各話タイトル
| タイトル                                                  | 主に探険する乗り物 | 発売日         | 表紙                               | 主なロケ地、オチ                                               |
| --------------------------------------------------------- | --- | -------------- | ---------------------------------- | -------------------------------------------------------------- |
| 第1巻 いそげ!きんきゅう自動車                             | 1.警ら用パトロールカー、2.ミニパトロールカー、3.ポンプ車、4.指揮広報車、5.はしご車、6.排煙高発泡車、7.スーパージャイロラダー、8.特殊化学車、9.レスキュー車、10.ジェットファイター、11.ウォーターサーチ（水中ロボット）、12.ファイヤーサーチ、13.レインボー5（2号車）、14.壁面昇降ロボット、15.スーパーアンビュランス、16.高規格救急車/救急車、17.血液輸送車、18.ガス会社緊急車、19.水道局緊急車 | 1995年3月25日  | 警らパトロールカー                 | 警視庁、東京消防庁                                             |
| 第2巻 GO!GO!スーパーとっきゅう                            | 1.251系スーパービュー踊り子、2.伊豆急行2100系アルファリゾート21、3.伊豆急2100系リゾート21、4.西武10000系ニューレッドアロー「小江戸」、5.東武100系スペーシア、6.小田急20000形あさぎり、7.371系あさぎり、8.255系ビューさざなみ、9.E351系スーパーあずさ、10.651系スーパーひたち、11.253系成田エクスプレス、12.183系しおさい | 1995年3月25日  | 伊豆急2100系リゾート21             | サンシップ今井浜、伊豆急下田駅、下田港                         |
| 第3巻 はやいぞ!新幹線                                     | 300系のぞみ、100系ひかり、0系こだま、0系ウエストひかり、200系あさひ、200系2000番台やまびこ、400系つばさ、E1系MAX、WIN350、200系やまびこ、200系とき | 1995年7月25日  | 400系つばさ                        | 博多総合車両所、博多駅                                         |
| 第4巻 がんばれ!パワフル自動車                             | ダンプトラック、ブルドーザ、パワーショベル、クレーン車、ローディングショベル、ミニパワーショベル、ホイールローダー、コンバインドローラー、モータグレーダ、ラフテレーンクレーン、リーチタワークレーン、ラジコンパワーショベル、78トンダンプトラック | 1995年7月25日  | ダンプトラック                     |                                                                |
| 第5巻 あつまれ!夢のハイパートレイン                       | 485系レッドエクスプレス、787系つばめ、883系ソニックにちりん、キハ71系ゆふいんの森、キハ183系ゆふいんの森II、8620形58654号機SLあそBOY、485系みどり、485系かもめ、783系有明、キハ185系ゆふ、783系ハイパーにちりん、キハ185系あそ、Y-DC125、813系ニューシティーライナー、キハ200系シーサイドライナー、485系ハウステンボス号 | 1995年7月25日  | レッドエクスプレス                 | ハウステンボス、博多駅                                         |
| 第6巻 とびだせ!スーパーとっきゅう                         | DD51形+24系北斗星、キハ80系トマムサホロエクスプレス、キハ80系フラノエクスプレス、キハ183系ノースレインボーエクスプレス、キハ183系クリスタルエクスプレス トマム & サホロ、キハ183系ニセコエクスプレス、キハ281系スーパー北斗、キハ183系スーパーとかち、キハ183系おおぞら、キハ183系オホーツク、キハ183系北斗、781系ライラック、781系エアポート、781系すずらん、785系スーパーホワイトアロー、DD51形+24系エルム | 1995年10月25日 | スーパー北斗                       | 大通公園                                                       |
| 第7巻 サンキュー!はたらくくるま                           | ヘッド、カーキャリア、宅配車、14トントレーラー、タンクローリー、コンクリートミキサー車、ジェットパック車、ロードスイーパー、散水車、除雪グレーダ/ロータリー除雪車、四輪駆動救急車、トラクター、コンバイン/大型コンバイン、馬匹運搬車、ロールベーラー、汽車型幼稚園バス、郵便車、ゴミ収集車、ウイング車、フォークリフト、タクシー、バス（北海道中央バス） | 1995年10月25日 | ミキサー車                         | 大通公園                                                       |
| 第8巻 すごいぞ!スーパーとっきゅう                         | 近鉄23000系伊勢志摩ライナー、近鉄21000系アーバンライナー、近鉄30000系ビスタカー、近鉄26000系さくらライナー、近鉄22000系ACE、近鉄20000系楽、南海50000系ラピート、南海10000系サザン、南海30000系こうや、南海11000系りんかん | 1996年3月25日  | 近鉄さくらライナー                 | 志摩スペイン村、志摩磯部駅、上本町駅、南海難波駅               |
| 第9巻 エアポートへ行こう!                                 | エアバスA300、南海50000系ラピート、フードローダー、ハイリフトローダー、ベルトローダー、トーイングトラクター、オランダ航空、全日空、エールフランス国営航空、タイ国際航空、スイス航空、マレーシア航空、日本航空、ラバトリーカー、タグ車、コンテナドーリー、電源車、給油ポンプ車、空調車、カーゴトラック、ランプバス、YS-11、タラップ車、ウイングシャトル、大型化学消防車・パンター、281系はるか、223系ウイング | 1996年3月25日  | 南海ラピート                       | 関西国際空港、関西空港駅                                       |
| 第10巻 はしれ!スーパーとっきゅう                          | 681系スーパー雷鳥"サンダーバード"、485系雷鳥、485系雷鳥（上沼垂色ボンネット編成）、281系はるか、智頭急行HOT7000系スーパーはくと、北近畿タンゴ鉄道KTR001形タンゴエクスプローラー、キハ65形エーデル鳥取、キハ65形エーデル北近畿、183系北近畿、381系くろしお、キハ181系あさしお、485系スーパー雷鳥、381系スーパーくろしお、EF81形+24系トワイライトエクスプレス、SK200形+DE10形トロッコ嵯峨野 | 1996年5月25日  | スーパー雷鳥[サンダーバード]       | 天橋立、京都総合運転所、関西空港駅                             |
| 第11巻 わくわく!スーパーとっきゅう                        | 1.8000系いしづち、2.車両移動機、3.マルチプルタイタンパー、4.軌陸クレーン車、5.軌陸バケット車、6.213系マリンライナー、7.キハ185系うずしお（新塗装）、8.2000系しまんと、9.8000系しおかぜ、10.キハ281系スーパー北斗、11.2000系宇和海、12.2000系南風、13.キハ185系剣山、14.2000系あしずり | 1996年7月25日  | いしづち                           | 多度津工場                                                     |
| 第12巻 それゆけ!スーパーとっきゅう                        | 1.明治村9号蒸気機関車、2.485系しらさぎ、3.381系しなの、4.キハ85系南紀、5.キハ85系ひだ、6.373系伊那路、7.名鉄キハ8500系北アルプス、8.名鉄7000系パノラマカー、9.名鉄8800系パノラマデラックス、10.名鉄1000系パノラマスーパー、11.名鉄1000系ブルーライナー | 1996年7月25日  | ワイドビューひだ                   | 博物館明治村、名古屋車両区、新名古屋駅、犬山検査場             |
| 第13巻 ウキウキ!ちんちん電車                              | 伊予鉄道モハ50形城南線（松山市内線）、伊予鉄道700系（旧塗装）高浜線、伊豫鉄道甲1形坊っちゃん列車、伊予鉄道モハ50形城北線、名鉄モ600形・モ570形・モ550形・モ770形岐阜市内線、名鉄モ770形ブルーライナーmini、土佐電鉄533形元リスボン市電、土佐電鉄320形元グラーツ市電、土佐電鉄198形元オスロ市電、土佐電鉄7形維新号、土佐電鉄735形元シュツットガルト市電、土佐電鉄910形元リスボン市電、土佐電鉄600形伊野線（学生同好会・ホームセンター ハマート・明治製菓・ネコ（NOVA））、土佐電鉄600形御免線（日本ビルシステムサービス・土佐銘菓・年会保険科・スーパー桃太郎電鉄DX）、土佐電鉄500形伊野線（とでんボウル）、土佐電鉄700形伊野線（NTT）、京都市電 | 1996年9月25日  | リスボン市電                       | 道後温泉駅、梅小路公園、博物館明治村                           |
| 総集編1 スペシャル くるま55!                              | 1.ブルドーザー、2.パワーショベル、3.ローディングショベル、4.ミニパワーショベル、5.ラジコンパワーショベル、6.ダンプトラック/78トンダンプトラック、7.コンバインドローラー、8.モータグレーダ、9.ホイールローダ、10.ラフテレンクレーン、11.リーチタワークレーン、12.クレーン車、13.ヘッド、14.カーキャリア、15.宅配車、16.14トントレーラー、17.タンクローリー、18.コンクリートミキサー車、19.ジェットパック車、20.馬匹運搬車、21.汽車型幼稚園バス、22.バス（北海道中央バス）、23.タクシー、24.郵便車、25.ウイング車、26.フォークリフト、27.ゴミ収集車、28.ロードスイーパー、29.散水車、30.除雪グレーダ/ロータリー除雪車、31.トラクター、32.コンバイン/大型コンバイン、33.ロールベーラー、34.警ら用パトロールカー、35.ミニパトロールカー、36.白バイ、37.ポンプ車、38.指揮広報車、39.はしご車、40.排煙高発砲車、41.スーパージャイロラダー、42.特殊化学車、43.レスキュー車、44.水槽付きポンプ車、45.ジェットファイター、46.ウォーターサーチ（水中ロボット）、47.ファイヤーサーチ、48.レインボー5（2号車）、49.壁面昇降ロボット、50.スーパーアンビュランス、51.高規格救急車、52.四輪駆動救急車/救急車、53.血液輸送車、54.ガス会社緊急車、55.水道局緊急車 | 1996年11月25日 | ホイールローダ                     |                                                                |
| 総集編2 スペシャル とっきゅう55!                          | 1.DD51形+24系エルム、2.DD51形+24系トワイライトエクスプレス、3.DD51形+24系系北斗星、4.キハ281系スーパー北斗、5.キハ183系北斗、6.キハ183系スーパーとかち、7.キハ183系おおぞら、8.キハ183系オホーツク、9.781系ライラック、10.781系エアポート、11.781系すずらん、12.785系スーパーホワイトアロー、13.キハ80系フラノエクスプレス、14.キハ183系ノースレインボーエクスプレス、15.キハ183系クリスタルエクスプレス トマム & サホロ、16.キハ183系ニセコエクスプレス、17.キハ80系トマムサホロエクスプレス、18.485系レッドエクスプレス、19.485系みどり、20.485系かもめ、21.783系有明、22.キハ185系ゆふ、23.783系ハイパーにちりん、24.キハ185系あそ、25.Y-DC125、26.813系ニューシティーライナー、27.キハ200系シーサイドライナー、28.485系ハウステンボス号、29.キハ71系ゆふいんの森、30.キハ183系ゆふいんの森II、31.787系つばめ、32.883系ソニック、33.近鉄30000系ビスタカー、34.南海10000系サザン、35.南海30000系こうや、36.南海11000系りんかん、37.伊豆急2100系リゾート21、38.251系スーパービュー踊り子、39.伊豆急行2100系アルファリゾート21、40.東武100系スペーシア、41.西武10000系ニューレッドアロー「小江戸」号、42.小田急20000形あさぎり、43.371系あさぎり、44.651系スーパーひたち、45.E351系スーパーあずさ、46.255系ビューさざなみ、47.253系成田エクスプレス、48.183系しおさい、49.100系ひかり、50.300系のぞみ、51.0系こだま、52.400系つばさ、53.E1系MAX、54.200系やまびこ、55.200系とき、56.WIN350 | 1996年11月25日 | スーパー北斗                       |                                                                |
| 第14巻 地下鉄のひみつ                                     | 東京地下鉄道1000形銀座線、営団01系銀座線、営団02系丸ノ内線、営団03系日比谷線、営団05系・5000系東西線、営団6000系・06系千代田線、営団7000系・07系有楽町線、営団8000系半蔵門線、営団9000系南北線、都営6300形・6000形三田線、都営10-000形新宿線、都営5300形浅草線、都営12-000形12号線（当時） | 1997年1月25日  | 都営地下鉄12号線                   | 新御茶ノ水駅、地下鉄博物館、後楽園駅、綾瀬検車区               |
| 第15巻 のってみたいな!ブルートレイン                      | DD51形+24系夢空間北海道、DD51形ディーゼル機関車、DD51形+24系系北斗星、DD51形+24系トワイライトエクスプレス、DD51形+24系エルム、EF81形+24系鳥海、EF64形+14系北陸、EF81形+24系はくつる、EF81形+24系あけぼの、EF66形+24系富士、EF66形+14系さくら、EF66形+24系はやぶさ、EF65形+24系銀河、EF65形+24系出雲、EF65形+24系瀬戸、EF66形+24系あさかぜ、EF65形+14系あかつき、EF65形+24系彗星、EF81形+24系日本海、EF65形+24系なは | 1997年1月25日  | 北斗星                             | サッポロさとらんど、札幌運転所、札幌駅                         |
| 第16巻 でんしゃ・でんしゃ・でんしゃ                       | 1.101系/6000系西武池袋線、2.300系のぞみ、3.103系/209系京浜東北線、4.205系山手線、5.113系/211系東海道本線、6.103系/205系中央・総武緩行線、7.営団05系東西線、8.201系中央線快速、9.415系常磐線/103系常磐快速線、10.203系千代田線/営団6000系千代田線、11.8000系/10000系東武東上線、12.8000系/6000系/7000系京王線、13.10-000形都営地下鉄新宿線、14.1000系/3000系京王井の頭線、15.8000形/4000形/1000形小田急小田原線、16.8000系/1000系東急東横線、17.3400形/3500形（未更新車）/3500形（更新車）京成本線/3200形京成千葉線、18.7000系南海本線、19.281系はるか、20.103系大阪環状線、21.221系大和路快速、22.223系ウイング、23.103系阪和線、24.103系関西本線、25.223系京都線 新快速、26.103系/117系宝塚線、27.207系神戸線、28.5001形/2000系阪神電鉄本線、29.6300系/5300系/8300系阪急京都本線、30.大阪市営21系/10系御堂筋線、31.大阪市営66系/60系堺筋線 、32.5000系/2400系/7200系京阪本線/京阪8000系ニューテレビカー | 1997年3月25日  | 205系山手線                        | 浜松町駅、田端駅                                               |
| 第17巻 未来のでんしゃ                                     | 水上バス：すみだ2、マイタウン、リバータウン、竜馬、ジュビリー、レインボー、道灌 鉄道：東京臨海新交通7000系ゆりかもめ、東京都交通局30形上野懸垂線、千葉都市モノレール1000形タウンライナー、山万1000形こあら号、小田急電鉄モノレール線500形、西武8500系レオライナー、埼玉新都市交通1010系・1050系ニューシャトル、湘南モノレール500形、横浜新都市交通1000形シーサイドライン、東京モノレール1000形 | 1997年4月25日  | ゆりかもめ                         | 隅田川、国際展示場正門駅                                       |
| 第18巻 はてな・ハテナ!?のりものクイズ                     | 車や電車などのクイズが出される。 出題車両：郵便車、ポンプ車、スーパージャイロラダー、救急車、血液輸送車、ダンプトラック、ローディングショベル、DD51形+24系トワイライトエクスプレス、DD51形+24系北斗星、300系のぞみ、200系2000番台あさひ、警ら用パトロールカー、水道局緊急車、787系つばめ、883系ソニック、253系成田エクスプレス、伊豆急2100系アルファリゾート21、400系つばさ、キハ281系スーパー北斗、スーパーアンビュランス、E1系MAX、ミニパワーショベル オープニングとエンディングのみ：DD51形+24系エルム 「くるま55!」「とっきゅう55!」のおさらいである。 | 1997年4月25日  |                                    | 大黒ふ頭                                                       |
| 第19巻 くるまのひみつ                                     | スイフト、トヨダ・AA型乗用車、アルファロメオ、ベンツ・パテント・モトールヴァーゲン、ドディオンブートン、ベンツ・ヴェロ、パナール・ルヴァッソール、オールズモビル・カーブドダッシュ、ロールス・ロイス・シルヴァーゴースト、シボレー シリーズ490、シボレー マスター シリーズ、デ ソート エアフロー シリーズ、リンカーン ゼファ シリーズ、キャデラック シリーズ60スペシャル、木炭乗用車、薪ガストラック、ルノー タイプDJ、パッカード トゥエルヴ（ルーズベルト専用車）、ブガッティ タイプ35B、MGミジェット タイプTA、SSジャガー 100、ダイハツ・ミゼット、フジキャビン、トヨペット コロナ、トヨタ・カローラ、トヨタ・2000GT、トヨタ・7、フォード・モデルT、軽自動車、ワゴンタイプ、ワンボックスカー、四輪駆動車、普通乗用車、スポーツタイプ、トラック、バス | 1997年6月25日  | ベンツ・cie                        | トヨタ博物館                                                   |
| 第20巻 SLのひみつ                                         | 1.D51形200号機SLスチーム号、2.D51形1号機、3.B20形10号機、4.C51形239号機、5.C53形45号機、6.C59形164号機、7.C62形1号機、8.C55形1号機、9.9600形9633号機、10.C58形1号機、11.C61形2号機、12.C62形2号機、13.C56形160号機、14.C11形64号機、15.8620形8630号機、16.D50形140号機、17.D52形468号機、18.C12形66号機SL川俣号、19.C58形363号機SLパレオエクスプレス、20.C56形44号機かわね路号、21.D51形498号機SL磐梯会津路号、22.C57形1号機やまぐち号、238620形58654号機あそBOY | 1997年7月25日  | SLやまぐち号                       | 梅小路蒸気機関車館、真岡駅                                     |
| 第21巻 新型のぞみのすべて                                 | 1.0系こだま、2.100系ひかり、3.300系のぞみ、4.500系のぞみ、5.0系ウエストひかり、6.200系やまびこ、7.200系2000番台やまびこ、8.400系つばさ、9.WIN350 | 1997年8月23日  | 500系のぞみ                        | 博多駅、博多総合車両所                                         |
| 第22巻 かっこいいぞ!スーパーとっきゅう                    | 1.283系オーシャンアロー、2.北近畿タンゴ鉄道KTR001形タンゴエクスプローラー、3.北近畿タンゴ鉄道KTR8000形タンゴディスカバリー、4.183系北近畿、5.183系はしだて、6.183系きのさき、7.381系くろしお、8.381系スーパーくろしお、9.キハ65形エーデル鳥取、10.キハ65形エーデル北近畿、11.281系はるか、12.智頭急行HOT7000系スーパーはくと、13.485系スーパー雷鳥、14.681系サンダーバード | 1997年9月25日  | オーシャンアロー                   | 吹田総合車両所日根野支所、西舞鶴駅、福知山駅、宮津駅           |
| 第23巻 ビュン!ビュン!スーパーとっきゅう                   | 小田急30000形ロマンスカーEXE、小田急3100形ロマンスカーNSE、小田急3100形ゆめ70、小田急10000形ロマンスカーHiSE、小田急7000形ロマンスカーLSE、小田急20000形あさぎり、小田急3000形ロマンスカーSE、0系こだま、200系やまびこ、E3系こまち、E2系やまびこ | 1997年11月22日 | ロマンスカーEXE                    | 新宿駅、小田原駅                                               |
| 第24巻 てつどうのひみつ                                   | 鉄道に関するクイズが出される。 253系成田エクスプレス、201系中央線快速、4000形小田急小田原線、400系つばさ、781系ライラック、781系エアポート、781系すずらん、E3系こまち、E2系やまびこ、E2系あさま、小田急20000形あさぎり、371系あさぎり、名鉄1000系ブルーライナー、伊豆急2100系アルファリゾート21、883系ソニック、ノースレインボーエクスプレス、D51形200号機SLスチーム号、千葉都市モノレール1000形タウンライナー、東京モノレール1000形、名鉄モ550形岐阜市内線、名鉄モ770形ブルーライナーmini、営団9000系南北線、近鉄23000系伊勢志摩ライナー、南海50000系ラピート、681系スーパー雷鳥"サンダーバード"、小田急10000形ロマンスカーHiSE、キハ80系トマムサホロエクスプレス、土佐電鉄533形元リスボン市電、土佐電鉄7形維新号、0系ウエストひかり、100系ひかり、300系のぞみ、500系のぞみ | 1998年1月25日  | E2系あさま                         | JR東日本東京支社                                               |
| 第25巻 バスがいっぱい!                                    | 1.都営バス（貸切）、2.低公害バス（軽油と電気で走る）、3.低公害バス（ガスで走る）、4.リフト付きバス、5.ノンステップバス、6.2階建てバス、7.銀ブラバス、8.はとバス、9.路線バス（2階建てバス（ひまわり号・さくら号）・京王バス・西武バス・国際興業バス）、10.エアポートリムジン、11.ホテル送迎バス、12.ボンネットバス、13.高速バス（ハイランドドリーム号・国際興業バス、伊那バス、小田急箱根高速バス）、14.観光バス（山梨交通観光バス・はとバス・神奈川県観光バス・常南交通・吾妻観光バス・読売観光バス・東武バス・新東海バス・JRバス関東） | 1998年3月25日  | 都営バス                           | 都営バス臨海自動車営業所、新宿駅、東京駅、隅田川               |
| 第26巻 がくしゅう編 のりものあいうえお                    | 1.小田急20000形あさぎり/371系あさぎり、2.E2系あさま、3.8000系いしづち、4.近鉄23000系伊勢志摩ライナー、5.ウイング車、6.781系エアポート、7.283系オーシャンアロー、8.キハ183系オホーツク、9.カーキャリア、10.高規格救急車、11.汽車型幼稚園バス、12.キハ183系クリスタルエクスプレス、13.クレーン車、14.血液輸送車、15.京成AE100形スカイライナー、16.E3系こまち/E2系やまびこ、17.ゴミ収集車、18.EF66形+14系さくら、19.681系サンダーバード、20.C62形1号機、21.指揮広報車、22.キハ200系シーサイドライナー、23.251系スーパービュー踊り子、24.スーパーアンビュランス、25.東武100系スペーシア、26.EF65形+24系瀬戸、27.883系ソニックにちりん、28.タンクローリー、29.北近畿タンゴ鉄道KTR001形タンゴエクスプローラー、30.土佐電気鉄道198形元オスロ市電/土佐電鉄320形元グラーツ市電/土佐電鉄533形元リスボン市電/土佐電鉄7形維新号/土佐電鉄735形元シュツットガルト市電/土佐電鉄600形御免線（日本ビルシステムサービス）、31.400系つばさ、32.787系つばめ、33.D51形1号機/D51形200号機SLスチーム号、34.DD51形+24系トワイライトエクスプレス/DD51形+24系夢空間北海道、35.253系成田エクスプレス、36.南海50000系ラピート、37.キハ183系ニセコエクスプレス、38.485系にちりん（レッドエクスプレス）/783系ハイパーにちりん、39.カヌー、40.300系のぞみ、41.281系はるか、42.パワーショベル、43.近鉄30000系ビスタカー、44.キハ85系ワイドビューひだ、45.ブルドーザー、46.名鉄1000系ブルーライナー、47.壁面昇降ロボット、48.DD51形+24系北斗星、49.ポンプ車、50.マルチプルタイタンパー、51.営団02系丸ノ内線、52.ミニパトロールカー、53.DD51形+24系エルム、54.東京モノレール1000形/小田急電鉄モノレール線500形、55.205系山手線、56.東京臨海新交通7000系ゆりかもめ、57.四輪駆動救急車、58.781系ライラック、59.伊豆急2100系リゾート21、60.キハ65形エーデル鳥取、61.キハ65形エーデル北近畿、62.レインボー、63.ローディングショベル おまけ：伊豆急2100系アルファリゾート21（運転席）、都営バス（運転席） | 1998年3月25日  | E2系あさま                         | 都内某所                                                       |
| 第27巻 がくしゅう編 のりものA・B・C                       | 飛行機、バス、ブルートレイン、乗用車、フェアレディZ、クラシックカー、ダンプトラック、78トンダンプトラック、200系やまびこ、E3系こまち、E2系やまびこ、0系こだま、キハ80系フラノエクスプレス、ポンプ車、排煙高発泡車、はしご車、水槽付きポンプ車、スーパージャイロラダー、指揮広報車、485系みどり、485系ハウステンボス、ICE 1、ジャガー・SS100、汽車型幼稚園バス、ライオンバス、E1系MAX、ミニパワーショベル、西武10000系ニューレッドアロー、283系オーシャンアロー、警ら用パトロールカー、クイーン・エリザベス2、トヨタ・7、C56形44号機かわね路号、C12形66号機SL川俣号、8620形58654号機あそBOY、タクシー、近鉄21000系アーバンライナー、255系ビューさざなみ、WIN350、小田急30000形EXE、YS-11、Y-DC125、0系ウエストひかり | 1998年4月25日  | 警らパトロールカー                 | 成田国際空港                                                   |
| 第28巻 がくしゅう編 のりもの1・2・3                       | オープニングのみ：785系スーパーホワイトアロー、78トンダンプトラック 路線バス（西東京バス）、高速バス（ハイランドドリーム号・国際興業バス）、普通乗用車、マイタウン、リバータウン、竜馬、道灌、開洋丸、キハ281系スーパー北斗、883系ソニック、Y-DC125、787系つばめ、エアバスA300、航空機牽引車、E2系あさま、2階建てバス、キハ183系ノースレインボーエクスプレス、観光バス（山梨交通観光バス・はとバス（2階建て）・新東海バス・JRバス関東）、カーキャリア、ポンプ車、指揮広報車、はしご車、排煙高発砲車、スーパージャイロラダー、特殊化学車、レスキュー車、郵便車、スーパーアンビュランス、高規格救急車、ジュビリー、0系こだま、100系ひかり、200系やまびこ、300系のぞみ、400系つばさ、500系のぞみ クイズのみ：クラシックカー、ジャガー・SS100、トヨタ・7、ボンネットバス、ノンステップバス、銀ブラバス、低公害バス（ガスで走る）、エアポートリムジン、はとバス、ホイールローダ、トラクター、水道局緊急車、コンクリートミキサー車、警ら用パトロールカー、ゴミ収集車、白バイ | 1998年5月25日  | 西東京バス                         | 八王子駅                                                       |
| 第29巻 くるま大好き!                                      | フェアレディZ、オデッセイ、カムリ、アコード、ギャラン、レガシィ、スプリンター、キューブ、ブルーバード、ローレル、スカイラインGT-R、プリメーラワゴン、セフィーロワゴン、スカイラインGT-S、マーチカブリオレ、ルキノ、キャラバン・エルグランド、ルネッサ、サファリ、ステージア、シルビア、パルサー・ルキノ、コロナ・プレミオ、クラウン、セドリック、ステップワゴン、ハイエース、デリカ、天然ガス自動車、電気自動車、ソーラーカー、マクラーレン・ホンダ、ウィリアムズ・ホンダ、ストックカー、NSX | 1998年7月25日  | フェアレディZ                      | 日産自動車村山工場、ツインリンクもてぎ                         |
| 第30巻 ヒコーキにのろう!                                  | 1.ボーイング767、2.トーバー、3.ハイリフトローダー、4.トーイングトラクター、5.コンテナドーリー、6.フードローダー、7.クルーバス、8.燃料サービス車、9.キャビンサービス車、10.PBB（パッセンジャー・ボーディング・ブリッジ）、11.航空機牽引車、12.ボーイング747-400、13.ダグラスMD-11、14.エアバスA310、15.イリューシン62、16.ボーイング747、17.エアバスA340、18.エアバスA300、19.ダグラスMD-90、20.YS-11 | 1998年8月25日  | ボーイング747                      | 大阪国際空港、羽田国際空港、航空発祥記念館                     |
| 第31巻 スーパーおおぞらのひみつ                           | 1.キハ283系スーパーおおぞら、2.キハ281系スーパー北斗、3.キハ183系北斗、4.8000系いしづち、5.283系オーシャンアロー、6.2000系南風、7.2000系しまんと、8.2000系あしずり、9.E351系スーパーあずさ、10.智頭急行HOT7000系スーパーはくと、11.381系スーパーくろしお、12.883系ソニック | 1998年9月25日  | スーパーおおぞら                   | 釧路駅                                                         |
| 第32巻 フレッシュひたち 〜あつまれ!リゾートとっきゅう〜   | 1.E653系フレッシュひたち、2.651系スーパーひたち、3.251系スーパービュー踊り子、4.255系ビューさざなみ | 1998年11月25日 | フレッシュひたち                   | 上野駅、勝田車両センター                                       |
| 第33巻 ぼくは運転手                                       | 江ノ電1000形、江ノ電300形、江ノ電500形、江ノ電2000形、江ノ電10形、200系やまびこ・なすの・あさひ・たにがわ、500系のぞみ、D51形200号機SLスチーム号、近鉄23000系伊勢志摩ライナー、伊豆急2100系リゾート21 | 1999年1月25日  | 江ノ電2000形                       | 藤沢駅、鎌倉駅                                                 |
| 第34巻 新幹線 〜あさま・こまち・ニューMAX!〜              | 952形STAR21、200系やまびこ・なすの・あさひ・たにがわ、200系2000番台やまびこ、E3系こまち、925形ドクターイエロー、E2系あさま、E4系ニューMAX、E1系MAX、400系つばさ | 1999年3月25日  | E4系ニューMAX                      | 新幹線総合車両センター                                         |
| 第35巻 たのむぞ!パトカー・消防車                          | 起震車（実際に登場していない） 1.救急車、2.消防指揮車、3.救助工作車、4.電源照明車、5.化学車、6.空気充填車、7.50メートル級はしご車、8.水槽付きポンプ車、9.ウォーターレスキュー車、10.高速パトカー、11.高速白バイ、12.白バイ、13.スカイブルー隊、14.サインカー、15.パトカー、16.大型輸送車、17.警察ヘリコプター、18.警備艇・なみはや、19.警備艇・あじかわ | 1999年5月25日  | パトカー、はしご消防車             | 尼崎市消防局、大阪府警察                                       |
| 第36巻 ゆけ!サンライズエクスプレス                        | 285系サンライズ瀬戸、285系サンライズ出雲、DD51形+24系北斗星、DD51形+24系トワイライトエクスプレス、EF65形+24系瀬戸、EF65形+24系出雲、381系スーパーやくも、381系やくも、キハ65形エーデル鳥取、キハ65形エーデル北近畿、智頭急行HOT7000系スーパーはくと | 1999年7月25日  | サンライズエクスプレス             | 出雲市駅、出雲運転区、札幌運転所、鳥取砂丘                     |
| 第37巻 おまかせ!はたらくくるま                            | 集配車、集配自転車、セールスカー、ガルウィング車、タクシー、福祉用タクシー、フォークリフト、ストラット・キャリア、門型クレーン、ガントリークレーン、コンテナトラック、ヘッド、タンクローリー車、バラセメント車、乗用田植え機、自脱型コンバイン、トラクター（ロータリー（2.7m）、モアコンデショナー、テッダーレーキ、ロータリーレーキ、ロールベーダー、ラッピングマシーン、テレビ中継車、高所作業車、低圧発電車、高圧発電車 | 1999年7月25日  | タクシー、郵便車                   | 東京中央郵便局、晴海ふ頭                                       |
| 第38巻 のぞみ700系のすべて                                | 700系のぞみ、300系のぞみ、500系のぞみ、100系ひかり、100系グランドひかり、0系こだま | 1999年9月25日  | 700系のぞみ                        | 博多駅、博多総合車両所                                         |
| 第39巻 とべ!アクロバットひこうき                          | 複葉機・ピッツ S-2B、救難ヘリコプター、パトロールヘリコプター、単葉軽飛行機、グライダー | 1999年11月25日 | アクロバット飛行機                 | 東京阿見飛行場                                                 |
| 再版 とっきゅう55・くるま55                               | 特急列車・働く車を55種類ずつ取り上げる。内容はとっきゅう55、くるま55と同じ。 | 1999年12月18日 |                                    |                                                                |
| 第40巻 スーパーあずさのすべて                             | E351系スーパーあずさ、8000系いしづち、キハ281系スーパー北斗、キハ283系スーパーおおぞら、283系オーシャンアロー、883系ソニック、383系ワイドビューしなの、183系あずさ、485系ビバあいづ、183系かいじ、373系ふじかわ | 2000年1月25日  | スーパーあずさ                     | 松本駅、松本車両センター、多度津工場、札幌運転所               |
| 第41巻 みんなのでんしゃ!                                  | 205系山手線、103系・205系京葉線、東京臨海高速鉄道70-000形臨海副都心線、7200系ゆりかもめ、103系武蔵野線、103系・205系南武線、113系・211系東海道線、215系快速アクティー、209系京浜東北線、115系・211系東北本線・高崎線、185系新特急 あかぎ、185系新特急 草津・水上、EF81形+E26系カシオペア、205系埼京線・川越線、103系・209系八高線、205系横浜線、205系500番台相模線、7000系・8000系相鉄本線、E217系横須賀線、253系成田エクスプレス、営団5000系・05系東西線、201系中央線快速、201系中央・総武緩行線、東葉高速鉄道1000形東葉高速線、営団6000系千代田線、小田急2000形小田原線、小田急10000形ロマンスカーHiSE、8000形小田急江ノ島線、415系・E501系常磐線、203系常磐緩行線、103系常磐快速線、651系スーパーひたち、営団7000系有楽町線、新101系・6000系西武池袋線、10030系・8000系・6050系東武伊勢崎線、東武200系りょうもう号、東武100系スペーシア、営団03系日比谷線、8000系東急東横線、3000系東急目黒線、営団8000系半蔵門線、8500系東急田園都市線、東急デハ70形・300系世田谷線、都営5300形浅草線、3400形・3600形・3300形京成本線、京成AE100形スカイライナー、都市基盤整備公団9100系C-Flyer、800形・1000形・2100形京急本線 乗り換え経路 東京→南船橋→府中本町→川崎→東京→大宮→川越→八王子→橋本→海老名→横浜→東京 | 2000年3月25日  | 205系京葉線                        | 新宿駅、東京駅                                                 |
| 第42巻 がったい!新幹線                                    | E3系こまち、701系、E2系やまびこ、200系やまびこ、400系つばさ、E4系ニューMAX、200系改良型やまびこ、E3系新型つばさ | 2000年3月25日  | E3系こまち                         | 秋田車両センター （現・秋田総合車両センター南秋田センター）    |
| 第43巻 あつまれ!パノラマカー                              | 1.キハ183系ノースレインボーエクスプレス、2.キハ183系クリスタルエクスプレス、3.キハ183系ニセコエクスプレス、4.伊豆急2100系リゾート21、5.伊豆急2100系アルファリゾート21、6.251系スーパービュー踊り子、7.小田急7000形ロマンスカーLSE/小田急10000形ロマンスカーHiSE/小田急3100形ゆめ70/小田急20000形あさぎり/小田急30000形ロマンスカーEXE、8.名鉄1000系パノラマスーパー、9.名鉄7000系パノラマカー、10.名鉄8800系パノラマデラックス、11.名鉄1000系ブルーライナー、12.キハ85系ワイドビューひだ、13.381系しなの、14.北近畿タンゴ鉄道KTR001形タンゴエクスプローラー、15.北近畿タンゴ鉄道KTR8000形タンゴディスカバリー、16.近鉄23000系伊勢志摩ライナー、17.283系オーシャンアロー、18.485系スーパー雷鳥、19.近鉄26000系さくらライナー、20.381系スーパーくろしお、21.智頭急行HOT7000系スーパーはくと、22.381系スーパーやくも、23.キハ71系ゆふいんの森 「GO!GO!スーパーとっきゅう」「あつまれ!夢のハイパートレイン」「とびだせ!スーパーとっきゅう」「すごいぞ!スーパーとっきゅう」「それゆけ!スーパーとっきゅう」「かっこいいぞ!スーパーとっきゅう」「ビュン!ビュン!スーパーとっきゅう」「ゆけ!サンライズエクスプレス」のおさらいである。 | 2000年5月25日  | スーパービュー踊り子               | 小田急沿線                                                     |
| 第44巻 レッツゴー!ステーション                            | 東京駅へ乗り入れる列車：201系中央線快速、E351系スーパーあずさ、209系京浜東北線、205系山手線、113系東海道線、EF66形+14系富士、251系スーパービュー踊り子、E217系総武快速線、253系成田エクスプレス、103系武蔵野線、205系・103系京葉線、255系ビューわかしお、255系ビューさざなみ、100系ひかり、700系のぞみ、500系のぞみ、300系のぞみ、200系やまびこ・なすの・あさひ・たにがわ、E2系あさま、400系つばさ、E3系こまち | 2000年7月25日  | 500系のぞみ                        | 東京駅                                                         |
| 総集編 のりもののうた                                     | 線路は続くよどこまでも、電車ごっこ、汽車ポッポ、夜汽車、はたらくくるま1、出動!ファイヤーエンジン、そらとぶなかま、ぼくは電車、ちかてつ、のりたいでんしゃ はしるきかんしゃ、きた!きた!とっきゅう!、新幹線ブギ、はてな・ハテナ…!?（テーマ曲） 明治村の蒸気機関車、京都市電、土佐電気鉄道、真岡鐵道C12SLもおか、秩父鉄道C58パレオエクスプレス、大井川鐵道C56・C11かわね路号、285系サンライズエクスプレス、鳥海、富士、はくつる、夢空間北斗星、パトカー、白バイ、郵便車、清掃車、救急車、はしご消防車、ウイング車、西東京バス、夕焼け小焼け号、フォークリフト、ブルドーザー、パワーショベル、ダンプカー、ポンプ車、アクロバットひこうき、伊豆急行2100系リゾート21、E351系スーパーあずさ、183系あずさ、西武10000系ニューレッドアロー、485系レッドエクスプレス、485系ハウステンボス、787系つばめ、地下鉄千代田線6000系、半蔵門線8000系、丸ノ内線02系、有楽町線7000系、700系のぞみ、651系スーパーひたち、名鉄1000系ブルーライナー、出雲、西武線101系、東京モノレール、千代田線06系、常磐線103系、300系のぞみ、371系あさぎり、253系成田エクスプレス、251系スーパービュー踊り子、キハ183系オホーツク、小田急20000形あさぎり、東武100系スペーシア、近鉄21000系アーバンライナー、名鉄1000系パノラマスーパー、DD51+24系トワイライトエクスプレス、8000系しおかぜ・いしづち、783系ハイパー有明、キハ71系ゆふいんの森、500系のぞみ、100系グランドひかり、0系こだま、200系やまびこ・なすの・あさひ、E1系MAX、E2系あさま・やまびこ、E3系こまち、400系つばさ、E4系MAX、キハ281系スーパー北斗、キハ283系スーパーおおぞら、キハ84系トマムサホロエクスプレス、小田急10000形ロマンスカー、255系ビューさざなみ、南海50000系ラピート、281系はるか、智頭急行HOT7000系スーパーはくと、北近畿タンゴ鉄道KTR001形タンゴエクスプローラー、681系サンダーバード、北近畿タンゴ鉄道KTR8000形タンゴディスカバリー、283系オーシャンアロー、883系ソニック                                               | 2000年7月25日  | 奥利根号、スーパージャイロラダー   |                                                                |
| 第45巻 カシオペアのすべて                                 | 1.DD51形+E26系カシオペア/EF81形+E26系カシオペア、2.キハ261系スーパー宗谷、3.キハ283系スーパー北斗、4.キハ283系スーパーおおぞら、5.キハ183系北斗、6.キハ183系（+キサロハ182形）おおぞら、7.キハ183系オホーツク、8.キハ183系サロベツ、9.785系スーパーホワイトアロー、10.781系すずらん、11.781系ライラック、12.キハ183系フラノラベンダーエクスプレス（クリスタルエクスプレス）、13.DD51形+24系北斗星、14.DD51形+24系トワイライトエクスプレス | 2000年9月25日  | カシオペア                         | 札幌駅、札幌運転所、苗穂運転所                                 |
| 第46巻 新幹線 ひかりRail Starのすべて                     | 700系ひかりレールスター、700系のぞみ、100系ひかり、100系グランドひかり、0系こだま、300系のぞみ、500系のぞみ | 2000年11月25日 | ひかりレールスター                 | 博多駅、博多総合車両所                                         |
| 第47巻 カラフルとっきゅう大集合!                          | キハ281系スーパー北斗、キハ283系スーパーおおぞら、南海50000系ラピート、DD51形+24系北斗星、智頭急行HOT7000系スーパーはくと、485系レッドエクスプレス、キハ185系ゆふ、485系みどり、名鉄1000系パノラマスーパー、小田急7000形ロマンスカーLSE、南海30000系こうや、近鉄12000系スナックカー 、近鉄22000系ACE、近鉄23000系伊勢志摩ライナー、近鉄21000系アーバンライナー、キハ71系ゆふいんの森、キハ183系ゆふいんの森II、200系2000番台やまびこ、283系オーシャンアロー、北近畿タンゴ鉄道KTR8000形タンゴディスカバリー、883系ソニック、E351系スーパーあずさ、781系すずらん、781系ライラック、885系かもめ、281系はるか、681系サンダーバード、651系スーパーひたち、787系つばめ、400系つばさ、200系やまびこ、2000系南風、2000系しまんと、485系ハウステンボス号、783系ハウステンボス号、キハ183系シーボルト | 2001年3月25日  | ハウステンボス                     | ハウステンボス                                                 |
| 第48巻 あつまれ!どうぶつでんしゃ                          | 681系サンダーバード、485系雷鳥、485系雷鳥（上沼垂色ボンネット編成）、智頭急行HOT7000系スーパーはくと、787系つばめ、885系かもめ、東京臨海新交通7000系ゆりかもめ、485系しらさぎ、EF81形+24系はくつる、EF81形+24系鳥海、EF66形+24系はやぶさ、東京都交通局30形上野懸垂線、山万1000形こあら号、はとバス、観光バス（はとバス（2階建て））、ライオンバス | 2001年3月25日  | サンダーバード                     | 宮原客車区、大阪駅                                             |
| 第49巻 みんな大好き!新幹線                                | 200系やまびこ（新塗装）、200系2000番台やまびこ、200系やまびこ・なすの・あさひ・たにがわ、E2系あさま、100系ひかり、700系のぞみ、300系のぞみ、500系のぞみ、0系こだま、400系つばさ、E4系ニューMAX、E3系こまち 「新幹線〜あさま・こまち・ニューMax!」「のぞみ700系のすべて」「がったい!新幹線」のおさらいである。 | 2001年3月25日  | E4系Max                            | 東京駅                                                         |
| 第50巻 でんしゃ大好き!                                    | D51形426号機、9850形9856号機、C57形135号機、1号機関車、205系山手線、209系京浜東北線、113系・211系東海道本線、300系のぞみ、100系ひかり、215系・211系快速アクティー、201系中央線快速、205系・103系中央・総武緩行線、E217系横須賀線・総武快速線、E351系スーパーあずさ、営団05系・5000系東西線、251系スーパービュー踊り子、103系南武線、205系京葉線、205系埼京線、415系常磐線、103系常磐快速線、651系スーパーひたち、103系大阪環状線、281系はるか、223系関西空港線・関空快速、221系大和路快速、103系阪和線、103系関西本線、智頭急行HOT7000系スーパーはくと、8300系阪急京都本線、大阪市営21系御堂筋線、207系片町線、7200系京阪本線、京阪8000系ニューテレビカー、8000系阪神本線、7000系南海本線、8000形小田急小田原線、小田急30000形ロマンスカーEXE、小田急7000形ロマンスカーLSE、新101系・6000系西武池袋線、9000系東急東横線、8000系東武東上線、10030系東武伊勢崎線、東武100系スペーシア、営団01系銀座線（U-LINER）、営団03系日比谷線、営団02系丸ノ内線（U-LINER）、営団6000系千代田線、東急8500系半蔵門線（東急田園都市線）、営団7000系有楽町線、5300形都営浅草線 「地下鉄のひみつ」「でんしゃ・でんしゃ・でんしゃ」「ゆけ!サンライズエクスプレス」「みんなのでんしゃ」のおさらいである。 | 2001年3月25日  | 205系山手線                        | 交通博物館                                                     |
| 第51巻 サイレンカー大集合                                 | ポンプ車、指揮広報車、はしご車、排煙高発砲車、スーパージャイロラダー、スーパーアンビュランス、高規格救急車、スノーケル車、レスキュー車、電源照明車、救助工作車、ウォーターレスキュー車、警ら用パトロールカー、白バイ、スカイブルー隊、高速パトカー、高速白バイ、サインカー、大型輸送車、警察ヘリコプター、血液輸送車、ガス会社緊急車、水道局緊急車 「いそげ！きんきゅう自動車」「たのむぞ！パトカー・消防車」のおさらいである。 | 2001年3月25日  | スーパージャイロラダー             | 消防博物館、四谷消防署                                         |
| 第52巻 がんばれ!はたらくくるま                            | ワゴンタクシー、タクシー、グリーンエコー、低公害バス（軽油と電気で走る）、都営バス、2階建てバス、観光バス（関越交通）、ホテル送迎バス、ボンネットバス、クレーン車、ホイールローダ、78トンダンプトラック、ローディングショベル、ミニパワーショベル、ラジコンパワーショベル、郵便車、郵便自転車、4トン郵便車、ジェットパック車、コンクリートミキサー車、14トントレーラー、宅配車、カーキャリア、タンクローリー、ウイング車、馬匹運搬車、コンバイン/大型コンバイン、ロールベーラー、ロードスイーパー、散水車、除雪グレーダ、テレビ中継車、高所作業車 「がんばれ!パワフル自動車」「サンキュー!はたらくくるま」「バスがいっぱい!」「おまかせ!はたらくくるま」のおさらいである。 | 2001年3月25日  | タンクローリー                     | 都内某所                                                       |
| 第53巻 はばたけ!とっきゅうかもめ                          | キハ183系シーボルト、885系かもめ、883系ソニック、783系ハウステンボス、787系つばめ、787系有明、キハ71系ゆふいんの森、485系にちりん（レッドエクスプレス）、キハ185系ゆふ、783系かもめ・みどり、キハ185系あそ | 2001年5月25日  | 885系かもめ                        | グラバー園、長崎車両センター                                   |
| 第54巻 力じまん!貨物列車                                  | EF210形桃太郎、DE10形、フォークリフト、トップリフター、リーチスタッカー、EH500形金太郎、EF65形、EF66形100番台、EF66形0番台、EF200形 | 2001年7月25日  | EF210形                            | 東京貨物ターミナル駅                                           |
| 第55巻 ぼくらのジョイフルトレイン                         | キハ58系Kenji号、キハ40系リゾートしらかみ、DE10形+510系くしろ湿原ノロッコ号、キハ48形さくらんぼ風っこ号、SK200形+DE10形ロマンチックトレイン嵯峨野、キハ58系グラシア、キハ58系エーデルワイス、由利高原鉄道YR-1500形おばこ、EF64形+12系わくわく団らん、485系リゾートエクスプレスゆう、485系やまなみ、キハ71系ゆふいんの森、スロープカー「しらかみ号」、E751系スーパーはつかり、485系3000番台はつかり、485系かもしか、485系3000番台いなほ、485系ビバあいづ、185系新特急草津号、185系新特急水上号 | 2001年9月25日  | リゾートしらかみ                   | 盛岡駅、盛岡車両センター、秋田駅、弘前駅                       |
| 第56巻 のりもの日本一周                                   | 205系山手線、E653系フレッシュひたち、651系スーパーひたち、E4系Maxやまびこ、E751系スーパーはつかり、八甲田丸、485系3000番台はつかり、DD51形+E26系カシオペア、キハ283系スーパーおおぞら、510系+DE10形くしろ湿原ノロッコ号、キハ183系オホーツク、キハ283系スーパー北斗、キハ261系スーパー宗谷、キハ400系サロベツ、DD51形+24系北斗星、485系かもしか、485系3000番台いなほ、200系あさひ、EF81形+24系トワイライトエクスプレス、681系サンダーバード、智頭急行HOT7000系スーパーはくと、EF65形+24系出雲、285系サンライズ出雲、700系ひかりレールスター、783系みどり、キハ183系シーボルト、885系かもめ、787系つばめ、485系にちりん（レッドエクスプレス）、883系ソニック、500系のぞみ、8000系しおかぜ、8000系いしづち、キハ185系うずしお、キハ185系剣山、2000系しまんと、2000系南風、700系のぞみ、283系オーシャンアロー、キハ85系ワイドビュー南紀、100系グランドひかり、251系スーパービュー踊り子 乗り換え経路：東京→上野→水戸→仙台→盛岡→青森→札幌→釧路→標茶→網走→旭川→稚内→札幌→青森→秋田→新潟→長岡→富山→京都→鳥取→出雲市→岡山→博多→佐世保→長崎→鳥栖→西鹿児島→宮崎→大分→岡山→宇和島→高松→徳島→阿波池田→高知→岡山→新大阪→新宮→名古屋→熱海→東京 | 2001年11月25日 | スーパーひたち                     | 東京駅、盛岡駅、青森駅、秋田駅、博多駅                         |
| 第57巻（DVD版第8巻） あつまれ!いろんなくるま              | コールマン・フォールディングトレーラー、ボンゴフレンディ イーモーション3、キャンター56、移動天文観測車ペガサス、移動図書館「青い鳥号」、LIVE COOKCAR たこ焼き販売車、焼き鳥販売車、モトヤエスプレッソエクスプレス、コカ・コーラ販売車、牛乳販売車、起震車、降雨体験車 | 2002年1月25日  | キャンピングカー                   | 府中の森公園                                                   |
| 第58巻（DVD版第7巻） 運転席GO!GO!                         | キハ281系スーパー北斗、キハ283系スーパーおおぞら、E751系スーパーはつかり、E653系フレッシュひたち、281系はるか、681系サンダーバード、885系かもめ、キハ183系シーボルト、883系ソニック、EF210形桃太郎、EH500形金太郎、DE10形、小田急20000形あさぎり、小田急30000形EXE、東武100系スペーシア、西武10000系ニューレッドアロー、江ノ電1000形、近鉄23000系伊勢志摩ライナー、南海50000系ラピート、100系ひかり、300系のぞみ、500系のぞみ、700系ひかりレールスター、700系のぞみ、E3系こまち、E4系MAX、E991系 「GO!GO!スーパーとっきゅう」「すごいぞ!スーパーとっきゅう」「かっこいいぞ!スーパーとっきゅう」「ビュン!ビュン!スーパーとっきゅう」「フレッシュひたち〜あつまれ!リゾートとっきゅう〜」「ぼくは運転手」「カシオペアのすべて」「みんな大好き!新幹線」「はばたけ!とっきゅうかもめ」「力じまん!貨物列車」「ぼくらのジョイフルトレイン」のおさらいである。 | 2002年3月25日  | 300系のぞみ                        | JR東日本総合研修センター                                       |
| 第59巻（DVD版第1巻） しゅつどう!レスキューカー            | 小型動力ポンプ付水槽車、化学車、救助工作車、消防ヘリコプター、40メートル級はしご車、救急車、献血運搬車、献血車、路面清掃車、除雪兼薬剤散布車、道路巡回車、自走式標識車、ラバコン設置撤去車、排水ポンプ車、大型排水ポンプ車、未来型ホイールクレーン クレボ、未来型アーバンダンプトラック、対策本部車、衛星通信車、道路調査車、照明車、水陸両用車 | 2002年5月25日  | 40メートル級はしご車               | 柏市消防指令センター、柏市消防本部、国土交通省船橋防災センター |
| 第60巻（DVD版第2巻） のりものなんでもNo.1（ナンバーワン） | 1.MC-1、2.センチュリー、3.メガクルーザー、4.連節バス（京成電鉄）、5.50メートル級はしご車、6.ジェットファイター、7.スーパーアンビュランス、8.大型ダンプトラック、9.大型ブルドーザー、10.大型ホイールローダー、11.ミニ油圧ショベル、12.大型油圧ショベル、13.高所作業車、14.ジャンボジェット機、15.飛鳥、16.700系ひかりレールスター、17.100系ひかり、18.300系のぞみ、19.500系のぞみ、20.DE10形+510系くしろ湿原ノロッコ号、21.E4系MAX、22.DD51形+24系夢空間北海道、23.281系はるか、24.205系山手線、25.EF210形桃太郎、26.EH500形金太郎、27.415系0・1500番台常磐線、28.DD51形+24系トワイライトエクスプレス、29.DD51形+E26系カシオペア | 2002年7月25日  | 大型ダンプトラック                 | お台場海浜公園                                                 |
| 総集編（DVD版番外編） みんなでうたおう!のりものソング     | はてな・ハテナ…!?（テーマ曲）、ヤッホー!しんかんせん、のってけ自動車、汽車ポッポ、バスだいすき、かもつれっしゃ、くるま音頭、はしれちょうとっきゅう、はたらくくるま2、ブルートレイン、トラック、モノレールのうた、ピポピポ救急車、ブルドーザーでいこう、くるくるサイレンカー、ドレミファれっしゃ | 2002年9月25日  | 400系つばさ                        |                                                                |
| 第61巻（DVD版第3巻） つうきん電車でいこう!                | オープニングのみ：8000系阪急神戸本線 JR西日本：1.103系大阪環状線、2.223系大阪環状線・関空快速・紀州路快速、3.201系京都線、4.221系快速・大和路快速、5.223系2000番台快速、6.207系京都線・片町線、7.683系・681系サンダーバード 阪神電気鉄道：8.2000系阪神本線/5331形阪神神戸高速線/5001形阪神本線、9.5500系阪神本線・神戸高速線、10.8000系阪神本線・姫路ライナー、11.阪神9000系姫路ライナー、12.阪神9300系大阪ライナー・阪神本線 阪急電鉄：13.7000系阪急神戸本線、14.8000系阪急神戸高速線 南海電気鉄道：15.7100系南海本線、16.9000系南海本線、17.1000系南海本線、18.南海10000系サザン、19.南海50000系ラピート 近畿日本鉄道：20.8000系近鉄京都線/5820系シリーズ21、21.3220系シリーズ21、22.近鉄23000系伊勢志摩ライナー、23.近鉄30000系ビスタEX 京阪電気鉄道：24.京阪8000系テレビカー、25.7200系京阪本線/9000系京阪本線、26.10000系京阪交野線、27.5000系京阪本線・鴨東線、28.6000系京阪本線、29.7000系京阪鴨東線 | 2002年11月25日 | 103系大阪環状線                    | 新今宮駅、森ノ宮電車区、大阪駅、寝屋川車庫                     |
| 第62巻（DVD版第4巻） まもれ!みんなの新幹線                | 300系のぞみ・ひかり、500系のぞみ、700系のぞみ、923形ドクターイエロー、キハ85系ワイドビューひだ、キヤ95系ドクター東海、バラスト散布車、バラスト交換車、マルチプルタイタンパー、道床安定作業車、バラスト整理車、確認車、延線車、作業車、装柱車、クレーン車、トンネル点検車 | 2003年1月25日  | 923形ドクターイエロー              | 東京駅                                                         |
| 第63巻（DVD版第5巻） してつ いろいろ                      | 京浜急行電鉄：1000形・1500形・800形・新1000形・2100形・600形京急本線、800形京急逗子線、2100形京急空港線、2100形・600形京急久里浜線 京成電鉄：3200形・3400形・3600形・3700形京成本線、京成AE100形スカイライナー 芝山鉄道：3600形芝山鉄道線 新京成電鉄：8800形・8900形新京成線、新京成8000形しんちゃん電車 北総開発鉄道：北総開発鉄道7000形・7300形北総・公団線 都市基盤整備公団：都市基盤整備公団9100系C-Flyer 東葉高速鉄道：東葉高速鉄道1000形東葉高速線 山万：山万1000形こあら号 総武流山電鉄：2000形青空 鹿島鉄道：キハ600形・キハ430形鹿島鉄道線 日立電鉄：2000形日立電鉄線 関東鉄道：関東鉄道キハ2000形竜ヶ崎線 西武鉄道：3000系・101系・9000系・20000系・6000系西武池袋線、西武10000系ニューレッドアロー、西武8500系レオライナー 帝都高速度交通営団：営団07系有楽町線、営団9000系南北線、営団03系日比谷線 埼玉高速鉄道：2000系埼玉高速鉄道線 東京急行電鉄：3000系東急目黒線 埼玉新都市交通：埼玉新都市交通1050系ニューシャトル（新塗装）、埼玉新都市交通1010系ニューシャトル（新塗装） 秩父鉄道：秩父鉄道5000系・1000系秩父本線 東武鉄道：10030系・8000系・6050系・20070系・10000系東武伊勢崎線、東武100系スペーシア、東武250系りょうもう | 2003年3月28日  | 9000系西武新宿線                   | 小手指車両基地                                                 |
| 第64巻（DVD版第6巻） おしえて!でんしゃの一日              | 東京急行電鉄：8500系・5000系・8590系東急田園都市線、9000系・8000系東急東横線、3000系東急目黒線、8090系東急大井町線、300系東急世田谷線 帝都高速度交通営団：営団9000系南北線、営団03系日比谷線、営団08系半蔵門線、営団6000系千代田線 京王電鉄：6000系（新塗装）・8000系・9000系京王線、7000系（新塗装）京王相模原線、1000系・3000系京王井の頭線 小田急電鉄：1000形・8000形・9000形・5000形・新3000形小田急小田原線、5000形小田急江ノ島線、小田急10000形ロマンスカーHiSE、小田急30000形ロマンスカーEXE 相模鉄道：7000系・新7000系・8000系・新6000系（旧塗装復活編成）・10000系・9000系相鉄本線、相鉄新6000系緑園都市号 横浜市交通局：横浜市営地下鉄1000形1号線、横浜市営地下鉄2000形3号線、横浜市営地下鉄3000N形はまりん号 横浜高速鉄道：横浜高速鉄道Y000系こどもの国線 江ノ島電鉄：300形・2000形・1000形・10形江ノ島電鉄線 東京臨海高速鉄道：東京臨海高速鉄道70-000形りんかい線 ゆりかもめ：7000系ゆりかもめ 横浜新都市交通：横浜新都市交通1000形シーサイドライン 東京モノレール：東京モノレール1000形・2000形 湘南モノレール：湘南モノレール500形 多摩都市モノレール：多摩都市モノレール1000系 | 2003年5月23日  | 5000系東急田園都市線               | 長津田検車区                                                   |
| 第65巻 でんしゃができるまで                               | E231系山手線、209系京浜東北線、209系中央・総武緩行線、E231系中央・総武緩行線、C11形292号機、205系埼京線・川越線、211系宇都宮線・高崎線、E231系宇都宮線、E231系高崎線、205系武蔵野線、E231系成田線、205系京葉線、E501系常磐線、E231系常磐快速線、205系南武線、209系南武線、E217系横須賀・総武快速線、205系横浜線、215系湘南ライナー | 2003年7月25日  | E231系常磐快速線                   | 新橋駅、上野駅、新津車両製作所                                 |
| 第66巻 大きなくるま VS 小さなくるま                       | シクロー、ベロタクシー、リンカーン フルストレッチ リムジン、はとバス はとまるくん、ハチ公バス、宅急便 10tトラック、CONVOY 88（ME-2）、ポケットバイク イーグルMTレーサー、トライク、カーキャリア、ニスモGTマシン積載トレーラー、馬運車、550tトラッククレーン、10tラフタークレーン、低床トレーラー、ユニットキャリヤ、300tクローラークレーン、65tクローラークレーン、スマート、メルセデス・ベンツS500 | 2003年9月26日  | リンカーン フルストレッチ リムジン | お台場海浜公園                                                 |
| 第67巻 新幹線はやて走る!                                  | 1.E2系1000番台はやて/E2系0番台はやて、2.E4系MAX、3.E3系こまち、4.200系やまびこ（新塗装）、5.E926形イーストアイ、6.E3系つばさ、7.400系つばさ（新塗装）、8.E2系1000番台やまびこ | 2003年11月28日 | E2系はやて                         | 八戸駅、山形駅                                                 |
| 第68巻 車掌さんになろう!                                  | JR東海：117系・313系・211系快速、313系新快速、313系セントラルライナー、117系・313系・211系東海道本線、383系ワイドビューしなの 名古屋鉄道：名鉄1000系パノラマスーパー、名鉄7500系パノラマカー、3500系名鉄名古屋本線、300系名鉄小牧線、6000系・6500系（第1次車）名鉄犬山線、6500系（第4次車）名鉄常滑線、6750系（第1・2次車）名鉄瀬戸線 新幹線：700系のぞみ、300系ひかり | 2004年1月23日  | 313系東海道本線                    | 名古屋駅、新名古屋駅、犬山検査場                               |
| 第69巻 運転手さん大集合!                                  | はとバス：フォルテシモ、エアロキング 全日空：エアバスA320、ボーイング747 渋谷郵便局：郵便配達車、郵便バイク、郵便自転車 東京消防庁：指揮隊車、化学車、はしご車、ポンプ車、救急車 神奈川県警察：パトカー、ミニパトカー、白バイ、災害地用バイク 小田急電鉄：小田急30000形ロマンスカーEXE、小田急20000形あさぎり、小田急10000形ロマンスカーHiSE、小田急7000形ロマンスカーLSE 東京エムケイ：タクシー | 2004年3月26日  | クラウン パトロールカー            |                                                                |
| 第70巻（DVD版第9巻） はたらくくるま大百科                 | 油圧ショベル、ミニパワーショベル、グラップル、ホイールローダー、ミニホイールローダー、ダンプトラック、アーティキュレートダンプトラック、クローラーダンプトラック、ミキサー車、ラフテレーンクレーン、10tラフタークレーン、550tトラッククレーン、300tクローラークレーン、フォークリフト、大型フォークリフト、無人フォークリフト、自走式木材破砕機、自走式破砕機、ブルドーザー、ロードローラー、モーターグレーダー | 2004年9月24日  | ホイールローダー                   |                                                                |
| 第71巻 走れ!新幹線つばめ                                  | 800系つばめ、787系リレーつばめ、885系かもめ、0系こだま（みどりのこだま）、100系こだま（みどりのこだま）、700系ひかりレールスター | 2004年9月24日  | 800系つばめ                        | 鹿児島中央駅、川内新幹線車両センター、博多駅                   |
| 第72巻（DVD版第10巻） きんきゅう自動車大百科              | 1.水槽付消防ポンプ車、2.大型高所放水車、3.泡原液搬送車、4.大型化学消防ポンプ車、5.はしご付消防車、6.指揮統制車、7.照明電源車、8.排煙高発泡車、9.救助工作車、10.支援車、11.給食車、12.救急車、13.消防艇、14.水上バイク、15.消防ヘリコプター、16.パトカー、17.ミニパトカー、18.高速パトカー、19.サインカー、20.警察ヘリコプター、21.白バイ、22.警備艇 | 2004年11月26日 | 水槽付き消防ポンプ車               | 千葉市消防局、神奈川県警察                                     |
| 第73巻 スペシャルトレイン大集合!                          | 1.885系ソニック、2.883系ソニック、3.キハ183系ゆふデラックス、4.キハ71系ゆふいんの森、5.キハ72系新ゆふいんの森、6.783系にちりん、7.485系にちりん（レッドエクスプレス）、8.783系にちりんシーガイア、9.485系きりしま＆ひゅうが、10.485系きりしま、11.キハ147形はやとの風、12.キハ200系なのはな、13.800系つばめ、14.787系リレーつばめ、15.787系有明、16.783系みどり・ハウステンボス・かもめ、17.885系かもめ | 2004年11月26日 | 885系ソニック                      | 博多駅、鹿児島港、長崎車両センター、長崎駅                     |
| 第74巻（DVD版第11巻） しんかんせん大百科                  | 800系つばめ、700系のぞみ、700系ひかりレールスター、500系のぞみ、300系のぞみ・ひかり、0系こだま、0系こだま（みどりのこだま）、100系ひかり、100系こだま（みどりのこだま）、200系やまびこ（新塗装）、E2系1000番台はやて、E2系あさま、E3系こまち、E3系つばさ、400系つばさ（新塗装）、E4系Max、E1系Max、E2系やまびこ、E2系はやて、923形ドクターイエロー、E926形イーストアイ 「新幹線〜あさま・こまち・ニューMax!〜」「まもれ!みんなの新幹線」「新幹線はやて走る!」「走れ!新幹線つばめ」のおさらいである。 | 2005年1月28日  | 700系のぞみ                        | 東京駅                                                         |
| 第75巻 夢のリゾートとっきゅう                             | 251系スーパービュー踊り子号（新塗装）、185系踊り子（新塗装）、255系ビューさざなみ、E257系さざなみ、E257系わかしお、255系ビューわかしお、253系成田エクスプレス、キハ40系リゾートしらかみ、キハ58系Kenji号、キハ48形びゅうコースター風っこ、485系リゾートエクスプレスゆう、485系やまなみ、185系草津、185系水上、E653系フレッシュひたち、201系四季彩、E351系スーパーあずさ、E257系あずさ | 2005年1月28日  | スーパービュー踊り子               | 田町車両センター                                               |

## スタッフ
- 構成：酒井敏夫
- 音楽：たかしまあきひこ
- 主題歌：「はてな・ハテナ…!?」
  - 作詞：加藤恵美子[30]
  - 作曲：長谷川智樹
  - 歌：中尾隆聖&佐久間レイ
- 技術：東京ティラノザウルス、ウィ・ビジョン、写童、オーテック、テーク・ワン
- 編集：吉岡明広
- MA：宇野雅史
- 音効：立上淳
- 撮影協力（順不同）
  - 鉄道会社：北海道旅客鉄道、東日本旅客鉄道、東海旅客鉄道、西日本旅客鉄道、四国旅客鉄道、九州旅客鉄道、日本貨物鉄道、東武鉄道、西武鉄道、京成電鉄、京王電鉄、小田急電鉄、東京急行電鉄、京浜急行電鉄、相模鉄道、営団地下鉄、都営地下鉄、名古屋鉄道、近畿日本鉄道、南海電気鉄道、阪神電気鉄道、阪急電鉄、京阪電気鉄道、大阪市営地下鉄、伊豆急行、智頭急行、土佐電気鉄道、伊予鉄道、ゆりかもめ、東京モノレール、山万、湘南モノレール、横浜新都市交通、千葉都市モノレール、秩父鉄道、大井川鐵道、真岡鉄道、北近畿タンゴ鉄道、江ノ島電鉄、東京臨海高速鉄道、東葉高速鉄道、新京成電鉄、芝山鉄道、北総鉄道、関東鉄道、日立電鉄、流鉄、鹿島鉄道、埼玉高速鉄道、横浜市営地下鉄、多摩都市モノレール、横浜高速鉄道、埼玉新都市交通、由利高原鉄道、嵯峨野観光鉄道など
  - バス会社：都営バス、西東京バス、ジェイアールバス関東、はとバス、西武バス、立川バス、東武バス、小田急箱根高速バス、山梨交通など
  - 航空関係：関西国際空港、日本エアシステム、全日本空輸、大阪国際空港、新東京国際空港、東京国際空港、航空発祥記念館、ノースウエスト航空、AIRock AEROBATIC TEAM、東京阿見飛行場、サンシャイントーク、霞ヶ浦町漁業組合など
  - 自動車関係：トヨタ自動車、日産自動車、本田技研工業、スバル、三菱自動車工業、日産ドライビングパーク、ニッポンレンタカー、マツダ、光岡自動車、新大洋自動車販売、ロータスRV販売など
  - 輸送手段・輸送機械：コマツ、ヤマト運輸、出光興産、東京エムケイ、大丸交通、日本郵便、日本郵船、日本コカ・コーラ、ヤンマー農機、日本通運、宇部興産など
  - 官公庁：警視庁、東京消防庁、東京都水道局、国土交通省、柏市消防本部、大阪府警察本部、日本道路公団、尼崎市消防局、神奈川県警察、千葉市消防局、札幌市環境局など
  - その他：東京ガス、日本赤十字社、日本中央競馬会、鳥取砂丘遊覧馬車組合、香蘭女子短期大学、東京電力、タダノ、交通博物館、ツインリンクもてぎ、消防博物館、ふかうら開発、サッポロビール、ハウステンボス、志摩スペイン村、博物館明治村、地下鉄博物館、青森ウォーターフロント開発、府中市郷土の森博物館、八王子市中央図書館、あいあんクック、全国チェーン竜鳳、ゆりぞの幼稚園、東京コカ・コーラボトラーズなど
- 技術協力：PPL
- 制作協力：ヴィジュアルベイ、リュック、デルタコーポレーション、KIDS、ジェイアール東日本企画、ジェイアール西日本コミュニケーションズ、ジェイアール九州エージェンシー、北海道ジェイ・アール・エージェンシー、ジェイアール東海エージェンシー、青山音楽事務所
- 演出補助：加藤恵美子
- アシスタントプロデューサー：小松千佳、小沢琢爾、竹下豊
- プロデューサー：川城和実、山口健一
- 演出：酒井敏夫
- 製作著作：バンダイビジュアル、NHKサービスセンター